# کارلو مارانگونی
کارلو مارانگونی (Sull' espansione delle gocce liquide؛ زاده ۲۹ آوریل ۱۸۴۰ درگذشته ۱۴ آوریل ۱۹۲۵) یک دانشمند در زمینه فیزیک‌دان و هواشناسی اهل ایتالیا بود. مهم‌ترین تحقیق او در زمینه کشش سطحی میان فازهای دو سیال است که سرآغازی بر تحقیقات جوسایا ویلارد گیبس در این زمینه است. به پاس زحمات مارانگونی، نام وی بر روی این پدیده ماندگار شده است و از آن با نام اثر مارانگونی یاد می‌شود.